# Episodi di Looking (seconda stagione)
La seconda e ultima stagione della serie televisiva Looking è stata trasmessa in prima visione sul canale via cavo HBO dall'11 gennaio al 22 marzo 2015.
In Italia è andata in onda in prima visione sul canale satellitare Sky Atlantic dal 9 giugno al 7 luglio 2015.
| nº | Titolo originale              | Titolo italiano         | Prima TV USA     | Prima TV Italia |
| -- | ----------------------------- | ----------------------- | ---------------- | --------------- |
| 1  | Looking for the Promised Land | Cerco la Terra Promessa | 11 gennaio 2015  | 9 giugno 2015   |
| 2  | Looking for Results           | Cerco risultati         | 18 gennaio 2015  | 9 giugno 2015   |
| 3  | Looking Top to Bottom         | Cerco nuove vie         | 25 gennaio 2015  | 16 giugno 2015  |
| 4  | Looking Down the Road         | Cerco lungo la strada   | 8 febbraio 2015  | 16 giugno 2015  |
| 5  | Looking for Truth             | Cerco la verità         | 15 febbraio 2015 | 23 giugno 2015  |
| 6  | Looking for Gordon Freeman    | Cerco Gordon Freeman    | 22 febbraio 2015 | 23 giugno 2015  |
| 7  | Looking for a Plot            | Cerco un ricordo        | 1 marzo 2015     | 30 giugno 2015  |
| 8  | Looking for Glory             | Cerco la gloria         | 8 marzo 2015     | 30 giugno 2015  |
| 9  | Looking for Sanctuary         | Cerco un rifugio        | 15 marzo 2015    | 7 luglio 2015   |
| 10 | Looking for Home              | Cerco casa              | 22 marzo 2015    | 7 luglio 2015   |

## Cerco la Terra Promessa
- Titolo originale: Looking for the Promised Land
- Diretto da: Andrew Haigh
- Scritto da: Andrew Haigh

### Trama
Patrick, Agustín e Dom decidono di trascorrere un weekend nei boschi in una casa di proprietà di Lynn. I tre ragazzi vogliono lasciarsi alle spalle la città e le tribolazioni dell'ultimo periodo per trastullarsi in un pacifico isolamento, interrotto dall'arrivo di Doris che li sprona a ributtarsi nella mischia. Tutti insieme si recano a un party nei boschi, "dove tutti i sogni diventano realtà", assumendo ectasy.
Patrick chiama Kevin e consuma un rapporto sessuale nel bosco. Agustín conosce Eddie e cerca di dimenticare Frank. Dom si concede un'avventura con un ragazzo, volendo approfondire le difficoltà della relazione aperta con Lynn. Il mattino seguente Patrick confessa agli amici la sua relazione segreta con Kevin.
- Guest star: Daniel Franzese (Eddie)

## Cerco risultati
- Titolo originale: Looking for Results
- Diretto da: Andrew Haigh
- Scritto da: Michael Lannan

### Trama
Sempre più felice nella sua storia con Kevin, anche se entrambi hanno ancora paura a definirla una relazione, Patrick gli racconta di aver detto di loro due a Dom e Agustín. La notizia non fa felice Kevin, timoroso che la voce rischi di spargersi rapidamente. Quella sera Patrick si accorge di avere una piccola eruzione cutanea che accentua la sua fobia verso l'AIDS. Dom trova una nuova location per il suo nuovo ristorante, preoccupandosi che Lynn possa avere un ritorno di fiamma per il suo ex Bryan. Agustín gira i locali notturni alla ricerca di Eddie, senza però riuscire a rintracciarlo.
Patrick si ostina a non voler fare il test, nonostante tornando verso casa avesse trovato un camper in cui venivano effettuati test gratuiti. Alla sua porta bussa Richie, il quale ha riaccompagnato Agustín che ha trovato riverso per terra fuori da un locale, dove aveva ingerito margarita e GHB. Patrick nega di vedere qualcuno, proponendo a Richie di rivedersi per un pranzo o cena in amicizia. Il giorno seguente Patrick si sottopone al test che dà esito negativo. Questa scoperta sembra sbloccare qualcosa in Kevin, non più così preoccupato nel voler tenere nascosta la loro storia.
- Special guest star: Scott Bakula (Lynn)
- Guest star: Andrew Law (Owen), Bashir Salahuddin (Malik), Chris Perfetti (Brady)

## Cerco nuove vie
- Titolo originale: Looking Top to Bottom
- Diretto da: Ryan Fleck
- Scritto da: John Hoffman

### Trama
Quando Kevin gli propone di trascorrere il fine settimana insieme, Patrick risponde di aver già preso un impegno con Dom per una partita di rugby benefica. Kevin decide quindi di aggregarsi, motivo per cui Patrick si preoccupa di sistemare l'appartamento in cui il fidanzato verrà per la prima volta. Agustín aspira a diventare una persona migliore, così cerca di favorire una riconciliazione tra Patrick e Richie. Prima di andare alla partita, davanti a una pinta di birra Kevin racconta a Patrick del suo passato di adolescente in una piccola cittadina inglese, precisando che il suo visto scade tra due anni e per sistemarsi si dovrebbe sposare.
Patrick presenta Kevin agli amici come il suo capo e non da fidanzato. I due si dileguano appena prima della fine della partita per baciarsi sotto il portico dello stadio, dopodiché trascorrono la serata insieme nell'appartamento di Patrick. Dom scopre da un compagno di squadra che Lynn lo ha raccomandato con Jack per gestire un ristorante. Dom se la prende con Lynn, intimandogli di non ficcanasare più nella sua vita lavorativa. Nonostante un appagante rapporto sessuale, Patrick inizia a soffrire la presenza dell'incomodo Jon, il fidanzato ufficiale di Kevin, nel loro rapporto.

## Cerco lungo la strada
- Titolo originale: Looking Down the Road
- Diretto da: Ryan Fleck
- Scritto da: Roberto Aguirre-Sacasa

### Trama
A colazione Patrick esterna i propri dubbi su come si sia sentito Kevin a parlare al telefono con Jon dopo una sessione di sesso da lui stesso definita memorabile; Kevin promette che parlerà al compagno per chiarire la situazione. Patrick esce con Richie, apprendendo che sta frequentando un ragazzo di nome Brady, da cui riceve disapprovazione per il fatto che si è insinuato nel rapporto tra Kevin e Jon. Agustín trascorre il pomeriggio al centro per ragazzi gay in cui lavora Eddie, venendo invitato a unirsi alla seduta di terapia. Agustín sta attraversando un momento difficile, dovuto alla disoccupazione, ma non vuole tornare a lavorare nel mondo dell'arte ed è dubbioso sull'accettare la proposta di collaborazione pervenuta da Eddie. Dom cerca di rappacificarsi con Lynn, recandosi a casa del suo amico Matthew, con il quale inizia a baciarsi.
Patrick è turbato dopo aver visto Kevin e Jon insieme al mercato agricolo. Mentre per Kevin si è trattato di un episodio futile, Patrick non si sente in grado di gestire il ruolo di amante in un'unione consolidata. Kevin non è dello stesso avviso, chiedendogli ulteriore tempo per preparare Jon alla separazione. Alla fine Agustín ha accettato di lavorare al centro di ragazzi gay, dove farà consulenza a chi ha bisogno di aiuto. Dom esprime a Lynn il proprio fastidio nel sentirsi relegato in secondo piano, sentendosi rispondere che non è in grado di offrirgli nulla più di quanto gli sta dando in questo momento. Deluso dalla mancanza di prospettive nella storia con Lynn, Dom accetta la proposta di Doris di auto-pubblicizzarsi su Kick Starter, un sito di promozione per imprenditori gay. Quando scopre che Kevin non è ancora riuscito a parlare con Jon, Patrick si sottrae ai suoi baci e lascia il locale piangendo.

## Cerco la verità
- Titolo originale: Looking for Truth
- Diretto da: Andrew Haigh
- Scritto da: Tanya Saracho

### Trama
Kevin celebra il grande successo riscosso da un videogioco, ma Patrick non è dell'umore giusto per festeggiare e respinge il tentativo del suo capo di ricucire i rapporti. Patrick ha ormai riallacciato i contatti con Richie, offrendosi di accompagnarlo a recuperare un furgone e cogliendo l'occasione per visitare il quartiere dove è nato; Richie racconta che per lui è sempre doloroso tornarci, poiché il padre non ha mai accettato la sua omosessualità. I due scoprono di avere entrambi una situazione sentimentale in alto mare, visto che Patrick ha lasciato Kevin e anche Richie ammette di non riuscire ancora a definire "seria" la storia con Brady. Jon fa visita a Kevin in ufficio che, mollato da Patrick, prova a ravvivare l'intesa con il compagno. Agustín fa visita a Eddie, assentatosi dal lavoro, scoprendo che non ha mai detto alla famiglia di essere sieropositivo.
Patrick conosce Ceci, la passionaria cugina di Richie, la quale gli racconta di non averlo mai visto così innamorato come quando stava con lui. Successivamente Richie si incupisce quando incontrano Hector, un conoscente che sottolinea le difficoltà del suo rapporto con il padre. Partrick sprona Richie a rappacificarsi con il genitore, imitando quanto ha fatto lui con sua madre. Mentre stanno tornando in città, Patrick si scusa con Richie per averlo lasciato, rivelandogli che la sera della loro rottura aveva fatto sesso con Kevin. Richie chiede a Patrick di lasciare le cose così come sono, pur ammettendo che gli dispiacerebbe non averlo almeno come amico. Agustín vorrebbe salire di livello nella relazione con Eddie, ma quest'ultimo sembra avere ancora delle remore a lasciarsi andare.

## Cerco Gordon Freeman
- Totolo originale: Looking for Gordon Freeman
- Diretto da: Jamie Babbit
- Scritto da: JC Lee

### Trama
Patrick, Dom e Agustín sono alle prese con i preparativi della festa di Halloween a casa di Patrick, determinato a dimostrare che è in grado di creare divertimento per gli altri. Patrick si preoccupa troppo della riuscita del party, dal dimenticarsi la cosa più importante, cioè rilassarsi. Doris partecipa assieme al suo nuovo fidanzato Malik, facendo restar male Dom perché di solito loro due si mascheravano in coppia. Patrick si lancia in un'invettiva contro chi non utilizza il preservativo, senza rendersi conto che l'articolo di cui si discuteva perorava la tesi opposta. Ad agitare ulteriormente Patrick contribuisce l'arrivo di Kevin con Jon. Patrick non manca di far notare a Kevin l'inopportunità di portare il fidanzato a casa dell'amante segreto, ma Kevin replica che era stato proprio lui a chiedere di mantenere un rapporto maturo.
Patrick decide di prendere in mano la situazione con un discorso di ringraziamento per gli invitati, ma avendo bevuto inizia a straparlare e raccontare tutti i peccati dei suoi amici. Dom ferma Patrick prima che possa svelare a Jon il suo tradimento con Kevin. Dom riconosce che Doris e Malik sono una bella coppia. Tranquillizzatosi, Patrick chiede a Kevin di non trasferirsi a Seattle, ma il sopraggiungere di Jon impedisce loro di proseguire il discorso. A disagio nel trovarsi insieme a Patrick e Jon nello stesso momento, Kevin prende la scusa di essere ubriaco per andare a casa. Patrick deve prendere atto che Kevin è destinato a un'altra vita lontano da lui. Patrick spera di trovare consolazione con Richie, ma anche lui è venuto con il fidanzato Brady, costringendolo a sedersi mogio accanto a Dom a guardare gli altri divertirsi.

## Cerco un ricordo
- Totolo originale: Looking for Plot
- Diretto da: Andrew Haigh
- Scritto da: Jhoni Marchinko

### Trama
Patrick e Dom accompagnano Doris a Modesto per il funerale del padre. Ancora in imbarazzo per il suo comportamento alla festa, Patrick vuole rendersi utile ed essere al fianco di Doris in questo momento difficile. Dom accompagna l'amica a vedere il corpo del defunto genitore, disapprovando l'abito con cui la zia ha voluto vestirlo. Anch'egli originario di Modesto, Dom fa visita alla tavola calda in cui lavorava suo padre, deprimendosi nel vedere che adesso è diventata un negozio di ciambelle. I tre amici soggiornano nel principale motel della città, dove Doris e Dom hanno vissuto la propria giovinezza, dopodiché si recano nell'unico locale gay in cui si scatenano a ballare. Durante il funerale, mentre Zia Sarah tiene l'orazione, Patrick scoppia a piangere.
Terminata la cerimonia, Dom fa coming out con il suo amico d'infanzia Henry che gli promette di venire presto a San Francisco a vedere il suo locale. Dom si interroga su come sarebbe andata la sua vita se non avesse deciso di lasciare Modesto. Prima di tornare a San Francisco, Dom vuole visitare la tomba del padre, ma non riesce a trovarla e si sente in colpa di non avergli mai detto di essere gay. Patrick e Doris lo spronano a gridarlo mentre stanno lasciando il cimitero, quando la loro macchina entra in collisione con un suv nero. Patrick, che era alla guida, rimedia una frattura al braccio. Doris sfoga la tristezza trattenuta fino a quel momento quando Malik li raggiunge per portarli a casa. Qui Patrick incontra Kevin che gli comunica di aver lasciato Jon ed essere follemente innamorato di lui.

## Cerco la gloria
- Totolo originale: Looking for Glory
- Diretto da: Jamie Babbit
- Scritto da: Michael Lannan e JC Lee

### Trama
Trascorse un paio di settimane nell'intimità della camera da letto, per Patrick e Kevin è venuto il momento di uscire allo scoperto in pubblico. L'occasione è il GaymerX, una convention in cui presenteranno il loro videogioco gay. Sul lavoro la notizia del loro fidanzamento non è accolta con particolare entusiasmo, al punto che una collega etero solleva il caso alle risorse umane. Agustín si sente a disagio nel trovarsi nello stesso appartamento della coppia felice, anche perché la relazione con Eddie latita a un punto morto. Dom si appresta ad aprire il suo locale, ma Doris è troppo presa da Malik per aiutarlo con gli ultimi preparativi. Al GaymerX è presente anche Richie in compagnia di Brady, con Patrick costretto a rivelare all'ex ragazzo di essersi rimesso con Kevin. Richie non sembra dare peso alla cosa, anzi propone un'uscita a quattro a cena dopo il ballo.
Per dimostrare a Kevin che crede nella loro storia, Patrick ha fatto le cose per bene, portando con sé i completi eleganti per la serata e chiedendo al fidanzato di accompagnarlo al ballo come ai tempi della scuola. La serata è piacevole e si conclude con la cena a quattro con Richie e Brady. Quest'ultimo, non reggendo l'alcool, chiede a Kevin di accompagnarlo in bagno a vomitare, anche se poi non succede nulla. Rimasti soli, Richie dice a Patrick di essere felice per lui e Kevin, essendosi sistemati entrambi. Tuttavia, quando Kevin e Brady tornano al tavolo, Brady si lascia sfuggire che Richie gli ha detto di non trovarli affatto una bella coppia. Patrick non dà peso alla cosa e la cena si conclude piacevolmente. In camera Patrick esprime il suo amore per Kevin, cosa che non aveva mai fatto in vita sua.

## Cerco un rifugio
- Totolo originale: Looking for Sanctuary
- Diretto da: Craig Johnson
- Scritto da: Roberto Aguirre-Sacasa e Tanya Saracho

### Trama
Patrick e Kevin procedono spediti nel consolidamento del loro rapporto. Kevin compra casa e Patrick lo deve presentare alla madre, agitato perché è il primo a sottoporsi all'esame di Dana. La donna dà la sua benedizione e vorrebbe che Patrick si rappacificasse con la sorella Megan, con cui non ha mai avuto un buon rapporto. Nonostante abbia comprato casa per sé, in modo da non affrettare i tempi, Kevin vorrebbe che Patrick venisse subito a convivere. Megan incolpa Patrick di aver costretto Kevin a lasciare Jon, gettandolo in depressione. Dom litiga con Doris perché gli aveva promesso di aiutarlo economicamente con l'attività, ma i soldi pattuiti sono al momento vincolati per il ricorso presentato da un parente sull'eredità paterna. Eddie incarica Agustín di realizzare un murales per il centro sul tema della tolleranza, dato che l'artista ingaggiato si è tirato indietro. Agustín incontra Frank in un bar, vantandosi di essere cambiato rispetto al periodo in cui stavano insieme.
La tentata riconciliazione tra Patrick e Mean non va in porto. La sorella sostiene che l'essere gay gli ha permesso di godere di maggiori libertà rispetto a lei, a cominciare dal poter vivere autonomamente a San Francisco e lavorare in un settore apparentemente frivolo come quello dei videogiochi. A questo punto Dana, per provare a sbloccare l'impasse tra i figli, rivela loro che sta pensando di divorziare dal padre. Anche tra Dom e Doris le incomprensioni non si sono risolte, poiché la donna è convinta che lui sia invidioso di Malik. Eddie non è affatto contento del modo in cui Agustín lo ha presentato a Frank, quasi come se lo imbarazzasse definirlo il suo ragazzo. Agustín fuga ogni dubbio chiedendo a Eddie di fidanzarsi ufficialmente. Dana saluta Patrick, auspicando che il prossimo Natale lui e Kevin verranno a trovarli come una vera famiglia. Patrick comunica a Kevin che accetta la convivenza nel nuovo appartamento.

## Cerco casa
- Totolo originale: Looking for Home
- Diretto da: Andrew Haigh
- Scritto da: Andrew Haigh e John Hoffman

### Trama
Patrick vuole convincersi di aver fatto la scelta giusta ad andare a convivere con Kevin. I loro nuovi vicini di casa, Milo e Jake, li invitano a un party di benvenuto che si svolge in contemporanea alla presentazione del murales di Agustín. Patrick non vorrebbe dare buca all'amico, ma si fa convincere da Kevin a fare una capatina dai vicini per poi raggiungere Agustín. Patrick scopre che Kevin è iscritto a Grindr, app di incontri per gay, e non si accontenta delle sue rassicurazioni, soprattutto quando il fidanzato ammette di averne fatto uso quando stava con Jon. Pur puntualizzando di non andare fiero di come sono andate le cose con Jon, Kevin non nasconde di non credere nella monogamia, innervosendo Patrick quando gli ricorda che nemmeno lui è un santarellino, avendo praticamente agevolato la sua rottura con Jon.
Patrick insiste per andare da Agustín, venendo attaccato da Kevin per aver guastato il loro primo giorno di convivenza con un litigio, intimandogli di scegliere se dargli fiducia alla loro storia oppure no. Patrick si rende conto di aver fatto il passo più lungo della gamba, spingendosi tra le braccia di Kevin al solo scopo di dimostrare agli altri che poteva avere quell'amore stabile finora sempre sfuggito. Malik favorisce una riconciliazione tra Dom e Doris, i quali si ripromettono di continuare a essere amici, pur avendo seguito ognuno la propria strada. Dom apre il suo locale, Dom's Kitchen, che ha intenzione di portare avanti con le proprie forze. Alla fine Patrick non è andato alla presentazione di Agustín, scegliendo di restare con Kevin per chiarire il loro dissidio e scongiurare una rottura. Il giorno seguente si reca nel negozio di Richie per farsi tagliare i capelli a zero, volendo imprimere un cambiamento netto alla sua vita.